# Athanopsis
Genre
Athanopsis est un genre de crevettes marines de la famille des Alpheidae.

## Liste d'espèces
Selon World Register of Marine Species (27 octobre 2018) :
- Athanopsis australis Banner & Banner, 1982
- Athanopsis brevirostris Banner & Banner, 1981
- Athanopsis dentipes Miya, 1980
- Athanopsis gotoi Anker, 2012
- Athanopsis platyrhynchus Coutière, 1897
- Athanopsis rubricinctuta Berggren, 1991
- Athanopsis saurus Anker, 2011
- Athanopsis tarahomii Marin, Sheibani & Sari, 2014